# Walter Sande
Walter Sande (Denver, 9 luglio 1906 – Chicago, 22 novembre 1971) è stato un attore statunitense.
Ha recitato in oltre 170 film dal 1937 al 1971 ed è apparso in oltre 80 produzioni televisive dal 1951 al 1972.

## Biografia
Walter Sande nacque a Denver, in Colorado, il 9 luglio 1906, ma crebbe nell'Oregon. Studiò musica per diversi anni nel corso della sua giovinezza e dopo il college mise in piedi un proprio gruppo musicale. Dopo aver lavorato come direttore musicale per la 20th Century Fox, cominciò a partecipare, in piccoli ruoli, a diverse produzioni cinematografiche.
Fu accreditato per la prima volta nel 1937 nel film Tenth Avenue Kid nel ruolo del detective Faber mentre in televisione debuttò nella serie western Il cavaliere solitario (nel ruolo dello sceriffo Taylor). Interpretò poi il ruolo del capitano Horatio Bullwinkle in 21 episodi della serie televisiva The Adventures of Tugboat Annie, di Papa Holstrum in 12 episodi della serie The Farmer's Daughter dal 1963 al 1966 e numerosi altri personaggi in molti episodi di serie televisive dagli anni 50 ai primissimi anni 70, tra personaggi minori, ruoli secondari e partecipazioni da guest star.
La sua ultima apparizione sul piccolo schermo avvenne nell'episodio Extortion della serie televisiva Adam-12, andato in onda il 15 settembre 1971, che lo vede nel ruolo del proprietario di un cantiere navale, mentre per il grande schermo l'ultima interpretazione risale al film Una scommessa in fumo del 1971 in cui interpreta un produttore di tabacco. Morì a Chicago, in Illinois, il 22 novembre 1971, all'età di sessantacinque anni per un infarto.

## Filmografia

### Cinema
- Follie di Hollywood (The Goldwyn Follies), regia di George Marshall (1938)
- Arson Gang Busters (1938)
- Ladies in Distress (1938)
- Smashing the Rackets (1938)
- Army Girl, regia di George Nicholls Jr. (1938)
- Tenth Avenue Kid (1938)
- Il terzo delitto (The Mad Miss Manton), regia di Leigh Jason (1938)
- Il grande valzer (The Great Waltz), regia di Julien Duvivier (1938)
- The Mysterious Miss X (1939)
- Il voto del grand'uomo (The Great Man Votes) (1939)
- Blondie Meets the Boss (1939)
- Ragazze sperdute (Missing Daughters), regia di Charles C. Coleman (1939)
- Una ragazza allarmante (Good Girls Go to Paris), regia di Alexander Hall (1939)
- L'uomo che non poteva essere impiccato (The Man They Could Not Hang) (1939)
- Those High Grey Walls (1939)
- A Woman Is the Judge (1939)
- Eternamente tua (Eternally Yours) (1939)
- Scandal Sheet (1939)
- Mr. Smith va a Washington (Mr. Smith Goes to Washington) (1939)
- Beware Spooks! (1939)
- Sued for Libel (1939)
- Blondie Brings Up Baby (1939)
- Manette e fiori d'arancio (The Amazing Mr. Williams) (1939)
- Music in My Heart (1940)
- Convicted Woman (1940)
- Millionaire Playboy (1940)
- You Can't Fool Your Wife, regia di Ray McCarey (1940)
- Pop Always Pays (1940)
- Angeli del peccato (Angels Over Broadway) (1940)
- Così non avrai da lamentarti (So You Won't Talk) (1940)
- Sandy Gets Her Man (1940)
- Arizona (1940)
- Ritorna se mi ami (Flight Command), regia di Frank Borzage (1940)
- The Green Hornet Strikes Again! (1940)
- Kitty Foyle, ragazza innamorata (1940)
- Meet Boston Blackie (1941)
- Passi nel buio (Footsteps in the Dark) (1941)
- Sky Raiders (1941)
- Quarto potere (Citizen Kane) (1941)
- Avventura a Washington (Adventure in Washington) (1941)
- Blondie in Society (1941)
- Sweetheart of the Campus (1941)
- Il sergente York (Sergeant York) (1941)
- Parachute Battalion (1941)
- The Iron Claw (1941)
- Mystery Ship (1941)
- Down in San Diego (1941)
- Navy Blues (1941)
- Ciao amici! (Great Guns) (1941)
- Secrets of the Lone Wolf (1941)
- Sing for Your Supper (1941)
- Confessions of Boston Blackie (1941)
- Sealed Lips (1942)
- Freckles Comes Home (1942)
- Don Winslow of the Navy (1942)
- Blue, White and Perfect (1942)
- The Bugle Sounds (1942)
- Jail House Blues (1942)
- Verso le coste di Tripoli (To the Shores of Tripoli) (1942)
- Two Yanks in Trinidad (1942)
- Di corsa dietro un cuore (Tramp, Tramp, Tramp) (1942)
- Alias Boston Blackie (1942)
- Who Is Hope Schuyler? (1942)
- Gente allegra (Tortilla Flat) (1942)
- Sweetheart of the Fleet (1942)
- Wings for the Eagle (1942)
- Priorities on Parade (1942)
- Timber! (1942)
- A-Haunting We Will Go (1942)
- Berlin Correspondent (1942)
- The War Against Mrs. Hadley (1942)
- Tra le nevi sarò tua (Iceland) (1942)
- Mia sorella Evelina (My Sister Eileen) (1942)
- Highways by Night (1942)
- Boston Blackie Goes Hollywood (1942)
- Uragano all'alba (Commandos Strike at Dawn) (1942)
- Arcipelago in fiamme (Air Force) (1943)
- Reveille with Beverly (1943)
- The Purple V (1943)
- Salute for Three (1943)
- After Midnight with Boston Blackie (1943)
- La fortuna è bionda (Slightly Dangerous) (1943)
- He Hired the Boss (1943)
- Don Winslow of the Coast Guard (1943)
- Taxi, Mister (1943)
- They Came to Blow Up America (1943)
- Corvetta K-225 (Corvette K-225) (1943)
- Il figlio di Dracula (Son of Dracula) (1943)
- The Chance of a Lifetime (1943)
- Gung Ho! ('Gung Ho!': The Story of Carlson's Makin Island Raiders), regia di Ray Enright (1943)
- Joe il pilota (A Guy Named Joe) (1943)
- This Is the Life (1944)
- Henry Aldrich's Little Secret (1944)
- I Love a Soldier (1944)
- The Singing Sheriff (1944)
- Acque del Sud (To Have and Have Not) (1944)
- Il magnifico avventuriero (Along Came Jones) (1945)
- Al caporale piacciono le bionde (What Next, Corporal Hargrove?) (1945)
- The Daltons Ride Again (1945)
- The Spider (1945)
- La dalia azzurra (The Blue Dahlia) (1946)
- Licenza d'amore (No Leave, No Love) (1946)
- Notturno di sangue (Nocturne) (1946)
- La casa rossa (The Red House) (1947)
- La donna della spiaggia (The Woman on the Beach) (1947)
- Corsari della terra (Wild Harvest) (1947)
- Tre figli in gamba (Christmas Eve) (1947)
- Pugno di ferro (Killer McCoy), regia di Roy Rowland (1947)
- Canaglia eroica (The Prince of Thieves) (1948)
- Perilous Waters (1948)
- Half Past Midnight (1948)
- Wallflower (1948)
- Blonde Ice (1948)
- Miss Mink of 1949 (1949)
- Gioventù spavalda (Bad Boy) (1949)
- Tucson (1949)
- Amore selvaggio (Canadian Pacific) (1949)
- Rim of the Canyon (1949)
- Joe Palooka in the Counterpunch (1949)
- Strange Bargain (1949)
- Sfida alla legge (Dakota Lil) (1950)
- Bill il sanguinario (The Kid from Texas) (1950)
- Lo scandalo della sua vita (A Woman of Distinction) (1950)
- Mondo equivoco (711 Ocean Drive) (1950)
- La città nera (Dark City) (1950)
- The Du Pont Story (1950)
- Butterfly americana (Call Me Mister) (1951)
- L'ambiziosa (Payment on Demand) (1951)
- L'uomo dell'est (Rawhide) (1951)
- Un posto al sole (A Place in the Sun) (1951)
- L'ultima sfida (Fort Worth) (1951)
- Gli uomini perdonano (Tomorrow Is Another Day) (1951)
- Sentiero di guerra (Warpath) (1951)
- The Basketball Fix (1951)
- La gang (The Racket), regia di John Cromwell (1951)
- La montagna dei sette falchi (Red Mountain) (1951)
- Di fronte all'uragano (I Want You) (1951)
- Gli ammutinati dell'Atlantico (Mutiny) (1952)
- Red Planet Mars (1952)
- Duello al Rio d'argento (The Duel at Silver Creek) (1952)
- La morsa d'acciaio (The Steel Trap) (1952)
- Bomba and the Jungle Girl (1952)
- La guerra dei mondi (The War of the Worlds) (1953)
- Gli invasori spaziali (Invaders from Mars) (1953)
- Sangue sul fiume (Powder River) (1953)
- Bill West fratello degli indiani (The Great Sioux Uprising) (1953)
- The Kid from Left Field (1953)
- Assassinio premeditato (A Blueprint for Murder) (1953)
- Verso il Far West (Overland Pacific) (1954)
- L'ultimo Apache (Apache) (1954)
- Giorno maledetto (Bad Day at Black Rock) (1955)
- Wichita, regia di Jacques Tourneur (1955)
- I dominatori di Fort Ralston (Texas Lady) (1955)
- Quadriglia d'amore (Anything Goes) (1956)
- Il mio amante è un bandito (The Maverick Queen) (1956)
- Canyon River (1956)
- Due pistole per due fratelli (Gun Brothers) (1956)
- Drango (1957)
- Lo sceriffo di ferro (The Iron Sheriff) (1957)
- I rivoltosi di Boston (Johnny Tremain) (1957)
- Il giorno della vendetta (Last Train from Gun Hill) (1959)
- Rivolta indiana nel West (Oklahoma Territory) (1960)
- Una corda per il pistolero (Noose for a Gunman) (1960)
- Guadalcanal ora zero (The Gallant Hours) (1960)
- Sunrise at Campobello (1960)
- Pistola veloce (The Quick Gun) (1964)
- Io sono Dillinger (Young Dillinger) (1965)
- Lezioni d'amore alla svedese (I'll Take Sweden) (1965)
- The Navy vs. the Night Monsters (1966)
- Ultima notte a Cottonwood (Death of a Gunfighter) (1969)
- Una scommessa in fumo (Cold Turkey) (1971)

### Televisione
- Disneyland – serie TV, 3 episodi (1967-1972)
- Public Prosecutor – serie TV, 9 episodi (1951)
- Il cavaliere solitario (The Lone Ranger) – serie TV, 7 episodi (1949-1952)
- Fireside Theatre – serie TV, 2 episodi (1953)
- Crown Theatre with Gloria Swanson – serie TV, un episodio (1954)
- The Lone Wolf – serie TV, un episodio (1954)
- The Public Defender – serie TV, un episodio (1954)
- Waterfront – serie TV, 2 episodi (1954-1955)
- It's a Great Life – serie TV, un episodio (1955)
- The Man Behind the Badge – serie TV, un episodio (1955)
- The Whistler – serie TV, 2 episodi (1954-1955)
- The 20th Century-Fox Hour – serie TV, episodio 1x03 (1955)
- TV Reader's Digest – serie TV, episodio 2x05 (1955)
- Chevron Hall of Stars – serie TV, un episodio (1956)
- Frida (My Friend Flicka) – serie TV, episodio 1x17 (1956)
- Cavalcade of America – serie TV, 2 episodi (1954-1956)
- Four Star Playhouse – serie TV, 4 episodi (1952-1956)
- Dragnet – serie TV, 15 episodi (1953-1956)
- Schlitz Playhouse of Stars – serie TV, 4 episodi (1953-1956)
- The Lineup – serie TV, un episodio (1956)
- The Ford Television Theatre – serie TV, 3 episodi (1952-1956)
- The Adventures of Jim Bowie – serie TV, un episodio (1956)
- Wire Service – serie TV, episodio 1x04 (1956)
- Matinee Theatre – serie TV, un episodio (1956)
- Navy Log – serie TV, episodi 1x15-3x03 (1955-1957)
- The Adventures of Tugboat Annie – serie TV, 21 episodi (1957)
- The Texan – serie TV, episodio 1x03 (1958)
- Trackdown – serie TV, un episodio (1958)
- U.S. Marshal – serie TV, un episodio (1958)
- Cimarron City – serie TV, episodio 1x09 (1958)
- Black Saddle – serie TV, un episodio (1959)
- Richard Diamond (Richard Diamond, Private Detective) – serie TV, un episodio (1959)
- Avventure in elicottero (Whirlybirds) – serie TV, 2 episodi (1957-1959)
- Tales of Wells Fargo – serie TV, 2 episodi (1957-1959)
- Rescue 8 – serie TV, episodio 2x06 (1959)
- Hennesey – serie TV, un episodio (1959)
- The Lawless Years – serie TV, un episodio (1959)
- The Rebel – serie TV, un episodio (1960)
- Avventure lungo il fiume (Riverboat) – serie TV, un episodio (1960)
- Overland Trail – serie TV, un episodio (1960)
- The Alaskans – serie TV, episodio 1x28 (1960)
- Johnny Ringo – serie TV, 2 episodi (1959-1960)
- Ricercato vivo o morto (Wanted: Dead or Alive) – serie TV, episodi 1x26-2x29-3x06 (1959-1960)
- Perry Mason – serie TV, un episodio (1960)
- Carovana (Stagecoach West) – serie TV, episodio 1x12 (1960)
- I racconti del West (Zane Grey Theater) – serie TV, 7 episodi (1956-1961)
- Bronco – serie TV, un episodio (1961)
- Maverick – serie TV, 2 episodi (1960-1961)
- The Americans – serie TV, episodio 1x14 (1961)
- General Electric Theater – serie TV, 3 episodi (1955-1962)
- The Dick Powell Show – serie TV, episodio 1x22 (1962)
- Frontier Circus – serie TV, 2 episodi (1961-1962)
- Laramie – serie TV, 5 episodi (1959-1962)
- Indirizzo permanente (77 Sunset Strip) – serie TV, episodio 5x08 (1962)
- Gli uomini della prateria (Rawhide) – serie TV, episodio 5x18 (1963)
- The Rifleman – serie TV, un episodio (1963)
- Redigo – serie TV, un episodio (1963)
- La legge del Far West (Temple Houston) – serie TV, episodi 1x13-1x25 (1963-1964)
- Death Valley Days – serie TV, 2 episodi (1962-1965)
- Viaggio in fondo al mare (Voyage to the Bottom of the Sea) – serie TV, un episodio (1965)
- Wendy and Me – serie TV, un episodio (1965)
- A Man Called Shenandoah – serie TV, episodio 1x11 (1965)
- Lost in Space – serie TV, un episodio (1965)
- Lassie – serie TV, un episodio (1966)
- Organizzazione U.N.C.L.E. (The Man from U.N.C.L.E.) – serie TV, un episodio (1966)
- The Farmer's Daughter – serie TV, 12 episodi (1963-1966)
- The Rounders – serie TV, episodio 1x08 (1966)
- Quella strana ragazza (That Girl) – serie TV, 2 episodi (1966)
- Io e i miei tre figli (My Three Sons) – serie TV, episodi 7x21 (1967)
- Rango – serie TV, episodio 1x09 (1967)
- Selvaggio west (The Wild Wild West) – serie TV, 3 episodi (1967)
- Iron Horse – serie TV, un episodio (1967)
- The Second Hundred Years – serie TV, un episodio (1967)
- Vita da strega (Bewitched) – serie TV, un episodio (1968)
- Tre nipoti e un maggiordomo (Family Affair) - serie TV, episodio 2x29 (1968)
- La grande vallata (The Big Valley) – serie TV, un episodio (1969)
- Bonanza – serie TV, 4 episodi (1962-1969)
- Il virginiano (The Virginian) – serie TV, episodio 9x05 (1970)
- Nancy – serie TV, un episodio (1970)
- The Fisher Family – serie TV, un episodio (1971)
- Adam-12 – serie TV, un episodio (1971)
- Gunsmoke – serie TV, 7 episodi (1961-1971)
- The Doris Day Show – serie TV, 4 episodi (1968-1971)
- Michael O'Hara the Fourth – film TV (1972)

### Cortometraggi
- Dad for a Day (1939)
- Mechanized Patrolling (1943)
- The Last Installment: A Crime Does Not Pay Subsject (1945)
- Film Tactics (1945)
- 24 Hour Alert (1955)